# Heinrich Hart
Heinrich Hart (født 30. december 1855 i Wesel, død 11. juni 1906 i Tecklenburg) var en tysk forfatter. Han var broder til Julius Hart. Sammen med sin bror udgav han Kritische Waffengänge, som har stor betydning for naturalismen i Tyskland.[kilde mangler]